# Матч всех звёзд женской НБА 2011 года
Матч всех звёзд женской НБА 2011 года (англ. 2011 WNBA All-Star Game) — ежегодная показательная баскетбольная игра, прошедшая в субботу, 23 июля 2011 года, в Сан-Антонио (штат Техас) на домашней площадке клуба «Сан-Антонио Силвер Старз» «AT&T-центр». Эта встреча стала десятым матчем всех звёзд (ASG) в истории женской национальной баскетбольной ассоциации (ВНБА), первым, прошедшим в Сан-Антонио и вторым, после встречи 2000 года в Финиксе, прошедшим на арене клуба, представляющего Западную конференцию. Игра транслировалась кабельным спортивным каналом ESPN на телевизионном канале ABC (в формате HD TV) в 3:30 по Североамериканскому восточному времени (EDT), а судьями на матче работали Сью Блоч, Скотт Твардовски и Том Мауэр.
Сборная Востока под руководством Маринелл Медорс в упорной борьбе переиграла сборную Запада Брайана Эглера со счётом 118:113, тем самым сократив счёт в их противостоянии (3:7). Первые 6 матчей всех звёзд женской НБА неизменно выигрывала команда Запада, две следующие остались за Востоком, последнюю вновь выиграла сборная Запада. Самым ценным игроком этого матча, причём второй раз подряд, была признана Свин Кэш, представляющая на нём клуб «Сиэтл Шторм». Кроме того Свин Кэш стала первой и пока что единственной баскетболисткой, которая была признана MVP ASG WNBA, будучи игроком проигравшей команды.

## Матч всех звёзд

### Составы команд
Игроки стартовых пятёрок матча всех звёзд женской НБА выбираются по итогам электронного голосования, проводимого среди болельщиков на официальном сайте лиги — WNBA.com. Выбор баскетболисток резервного состава команд Востока и Запада проводится путём голосования среди главных тренеров клубов, входящих в конференцию, причём они не могут голосовать за своих собственных подопечных. До 2013 года наставники могли выбрать двух защитников, двух форвардов, одного центрового и ещё двух игроков вне зависимости от их амплуа. В 2014 году позиции форварда и центрового были объединены в единую категорию нападения, после чего наставники команд стали голосовать за двух защитников, трёх игроков нападения и одного игрока независимо от позиции. Если та или иная баскетболистка не может участвовать в ASG из-за травмы или по болезни, то их заменяют специально отобранные для этого резервисты.
По правилам женской НБА на тренерский мостик сборных Востока и Запада назначаются наставники клубов, участвовавших в финале прошлого сезона, исключением являются матчи всех звёзд 1999 и 2009 годов. В 2010 году в финальной серии играли клубы «Атланта Дрим» и «Сиэтл Шторм», поэтому сборной Востока руководила Маринелл Медорс, а сборной Запада — Брайан Эглер.
14 июля ВНБА опубликовала итоги голосования среди болельщиков на сайте ассоциации, по результатам которого наибольшее число голосов среди игроков Востока набрала Тамика Кэтчингс (32 706), а среди игроков Запада — Сью Бёрд (25 077). В результате в стартовую пятёрку команды Востока помимо Кэтчингс попали Кэппи Пондекстер (20 226), Кэти Дуглас (18 598), Тина Чарльз (17 205) и Энджел Маккатри (14 310), а вот в стартовую пятёрку сборной Запада помимо Бёрд вошли Дайана Таурази (22 406), Майя Мур (21 379), Кэндис Паркер (19 376) и Свин Кэш (14 907).
19 июля были опубликованы итоги голосования среди главных тренеров команд ВНБА, по результатам которого резервистами Востока стали Эпифанни Принс, Рене Монтгомери, Кортни Вандерслут, Эссенс Карсон, Кристал Лэнгхорн и Сильвии Фаулз. А запасными Запада стали Ребекка Брансон, Линдсей Уэйлен, Сеймон Огастус, Бекки Хэммон, Пенни Тэйлор и Даниэлла Адамс. Однако Паркер из-за травмы колена не смогла принять участие в этом матче, в результате чего образовавшееся вакантное место в стартовой пятёрке Запада заняла Брансон, на замену которой в состав резервистов Запада была включена Лиз Кэмбидж.
По результатам голосования седьмой раз на матч всех звёзд женской НБА получили вызов Тамика Кэтчингс и Сью Бёрд, шестой раз — Бекки Хэммон, пятый раз — Дайана Таурази и четвёртый раз — Кэппи Пондекстер, Кэти Дуглас и Свин Кэш.
В данной таблице опубликованы полные составы сборных Востока и Запада предстоящего матча.
| Поз.                                           | Игрок             | Команда           | Выбор             |
| Стартовая пятёрка                              | Стартовая пятёрка | Стартовая пятёрка | Стартовая пятёрка |
| ---------------------------------------------- | ----------------- | ----------------- | ----------------- |
| З                                              | Кэппи Пондекстер  | Нью-Йорк Либерти  | 4-й               |
| З                                              | Кэти Дуглас       | Индиана Фивер     | 4-й               |
| Ф                                              | Тамика Кэтчингс   | Индиана Фивер     | 7-й               |
| Ф                                              | Энджел Маккатри   | Атланта Дрим      | 1-й               |
| Ц                                              | Тина Чарльз       | Коннектикут Сан   | 1-й               |
| Запасные игроки                                |                   |                   |                   |
| З                                              | Рене Монтгомери   | Коннектикут Сан   | 1-й               |
| З                                              | Эпифанни Принс    | Чикаго Скай       | 1-й               |
| З                                              | Кортни Вандерслут | Чикаго Скай       | 1-й               |
| Ф                                              | Эссенс Карсон     | Нью-Йорк Либерти  | 1-й               |
| Ф                                              | Кристал Лэнгхорн  | Вашингтон Мистикс | 1-й               |
| Ц                                              | Сильвия Фаулз     | Чикаго Скай       | 2-й               |
| Главный тренер: Маринелл Медорс (Атланта Дрим) |                   |                   |                   |

| Поз.                                       | Игрок              | Команда                  | Выбор             |
| Стартовая пятёрка                          | Стартовая пятёрка  | Стартовая пятёрка        | Стартовая пятёрка |
| ------------------------------------------ | ------------------ | ------------------------ | ----------------- |
| З                                          | Сью Бёрд           | Сиэтл Шторм              | 7-й               |
| З                                          | Дайана Таурази     | Финикс Меркури           | 5-й               |
| Ф                                          | Майя Мур           | Миннесота Линкс          | 1-й               |
| Ф                                          | Свин Кэш           | Сиэтл Шторм              | 4-й               |
| Ц                                          | Кэндис Паркер[a]   | Лос-Анджелес Спаркс      | 1-й               |
| Запасные игроки                            |                    |                          |                   |
| З                                          | Бекки Хэммон       | Сан-Антонио Силвер Старз | 6-й               |
| З                                          | Линдсей Уэйлен     | Миннесота Линкс          | 2-й               |
| З                                          | Сеймон Огастус     | Миннесота Линкс          | 3-й               |
| Ф                                          | Ребекка Брансон[c] | Миннесота Линкс          | 2-й               |
| Ф                                          | Пенни Тэйлор       | Финикс Меркури           | 3-й               |
| Ц                                          | Даниэлла Адамс     | Сан-Антонио Силвер Старз | 1-й               |
| Ц                                          | Лиз Кэмбидж[b]     | Талса Шок                | 1-й               |
| Главный тренер: Брайан Эглер (Сиэтл Шторм) |                    |                          |                   |

- a  Игроки, не принимавшие участие в матче из-за травмы.
- b  Игроки, заменившие в нём травмированных.
- c  Игроки, начавшие игру в стартовой пятёрке, вместо травмированных.

### Ход матча
Первая четверть матча прошла в абсолютно равной борьбе, небольшое преимущество переходило от Востока к Западу и наоборот, которое не превышало двух очков. Только за 4:54 до окончания четверти после точных штрафных Кэппи Пондекстер сборной Востока удалось оторваться в счёте на четыре очка (17:13). Впрочем тут же команда Запада, усилиями Сеймон Огастус и Дайаны Таурази, набрала пять очков подряд и вернула себе лидерство. За 2:58 до конца четверти уже команда Запада ушла в небольшой отрыв после точного трёхочкового Бекки Хэммон (25:20), однако двумя точными бросками с дальней дистанции Эссенс Карсон и Рене Монтгомери сборная Востока вновь вышла вперёд (26:25). Концовка четверти немного лучше удалась сборной Запада, которая, благодаря Лиз Кэмбидж, набравшей восемь очков подряд, и точному трёхочковому в исполнении Бекки Хэммон за секунду до свистка, ушла на символический перерыв с небольшим преимуществом в счёте в три очка (36:33). Вторая четверть прошла по аналогичному сценарию, большую часть которой с небольшим разрывом в счёте лидировала сборная Запада, только за 3:04 до её завершения после точного броска из-за дуги Эссенс Карсон команда Востока вышла вперёд (57:54). За минуту до окончания второй четверти Пенни Тэйлор вновь вывела сборную Запада вперёд (63:61), а Эссенс Карсон броском со средней дистанции сравняла счёт. Однако за шесть секунд до большого перерыва Лиз Кэмбидж реализовала один из двух штрафных бросков, что позволило сборной Запада выиграть первую половину встречи с минимальным преимуществом в счёте (66:65).
После большого перерыва обстановка на площадке не изменилась, и вся третья четверть прошла в абсолютно равной борьбе, большую часть которой с небольшим преимуществом лидировала команда Запада. За 6:18 до конца третьей четверти, после одного точного штрафного броска в исполнении Ребекки Брансон, разница в счёте достигла четырёх очков в пользу Запада (73:69), однако затем сборной Востока удался небольшой рывок, во время которого особо отличились Сильвия Фаулз и Эпифанни Принс, после чего вперёд вырвалась уже она (80:77). Только за 30 секунд до конца третьей четверти команда Запада вернула себе лидерство, впрочем тут же сборная Востока ответила двумя точными штрафными в исполнении Тамики Кэтчингс, в результате чего впервые команды ушли на технический перерыв при равном счёте (92:92). Отличительной же особенностью заключительной четверти матча стало то, что её большую часть лидировала уже сборная Востока, но после каждого точного броска игроков Востока команда Запада отвечала своим попаданием и неизменно сравнивала счёт. Впервые же Запад вышел в лидеры в последней четверти только за 2:25 до её завершения после точного броска Свин Кэш (109:107), но за минуту до конца матча Кэти Дуглас удачно атаковала из-за дуги и вернула преимущество Востоку (114:113). После этого сборная Запада значительно чаще бросала по кольцу соперника, но ни один из них не достиг цели, а команда Востока в свою очередь набрала четыре очка подряд и довела встречу до победного конца (118:113), выиграв всего лишь третий матч всех звёзд из десяти проведённых.
Самым ценным игроком этой встречи была признана форвард Свин Кэш из «Сиэтл Шторм», которая набрала 21 очко, совершила 12 подборов и сделала 3 передачи. Самым интересным фактором этого матча является то, что Свин Кэш выиграла звание самого ценного игрока, став первой и пока что единственной баскетболисткой, которая была признана MVP ASG WNBA, будучи игроком проигравшей команды. Лучшими игроками матча, предопределившими победу команды Востока, стали Кэппи Пондекстер, набравшая 17 очков, 7 передач и 2 перехвата, Тина Чарльз, набравшая 15 очков и 4 подбора, Кэти Дуглас, набравшая 15 очков, 3 подбора и 2 перехвата и Эссенс Карсон, набравшая 13 очков. Лучшими игроками Запада кроме Кэш стали Ребекка Брансон, набравшая 20 очков, 9 подборов и 3 перехвата, Дайана Таурази, набравшая 13 очков и 7 передач, Лиз Кэмбидж, набравшая 13 очков и 4 подбора, Пенни Тэйлор, набравшая 11 очков и 5 подборов и Майя Мур, набравшая 10 очков и 3 подбора.
| 23 июля 2011 года 3:30 pm (ET) | Протокол | Сборная Востока            | 118:113  | Сборная Запада   | AT&T-центр, Сан-Антонио (штат Техас) Зрителей: 12 540 Судьи: Сью Блоч № 4 Скотт Твардовски № 17 Том Мауэр № 45 | ABC (HD) |
| 23 июля 2011 года 3:30 pm (ET) | Протокол | 33:36, 32:30, 27:26, 26:21 |          |                  | AT&T-центр, Сан-Антонио (штат Техас) Зрителей: 12 540 Судьи: Сью Блоч № 4 Скотт Твардовски № 17 Том Мауэр № 45 | ABC (HD) |
| 23 июля 2011 года 3:30 pm (ET) | Протокол | Кэппи Пондекстер 17        | Очки     | Свин Кэш 21      | AT&T-центр, Сан-Антонио (штат Техас) Зрителей: 12 540 Судьи: Сью Блоч № 4 Скотт Твардовски № 17 Том Мауэр № 45 | ABC (HD) |
| 23 июля 2011 года 3:30 pm (ET) | Протокол | Энджел Маккатри 10         | Подборы  | Свин Кэш 12      | AT&T-центр, Сан-Антонио (штат Техас) Зрителей: 12 540 Судьи: Сью Блоч № 4 Скотт Твардовски № 17 Том Мауэр № 45 | ABC (HD) |
| 23 июля 2011 года 3:30 pm (ET) | Протокол | Кэппи Пондекстер 7         | Передачи | Дайана Таурази 7 | AT&T-центр, Сан-Антонио (штат Техас) Зрителей: 12 540 Судьи: Сью Блоч № 4 Скотт Твардовски № 17 Том Мауэр № 45 | ABC (HD) |

### Полная статистика матча
В данной таблице показан подробный статистический анализ этого матча.

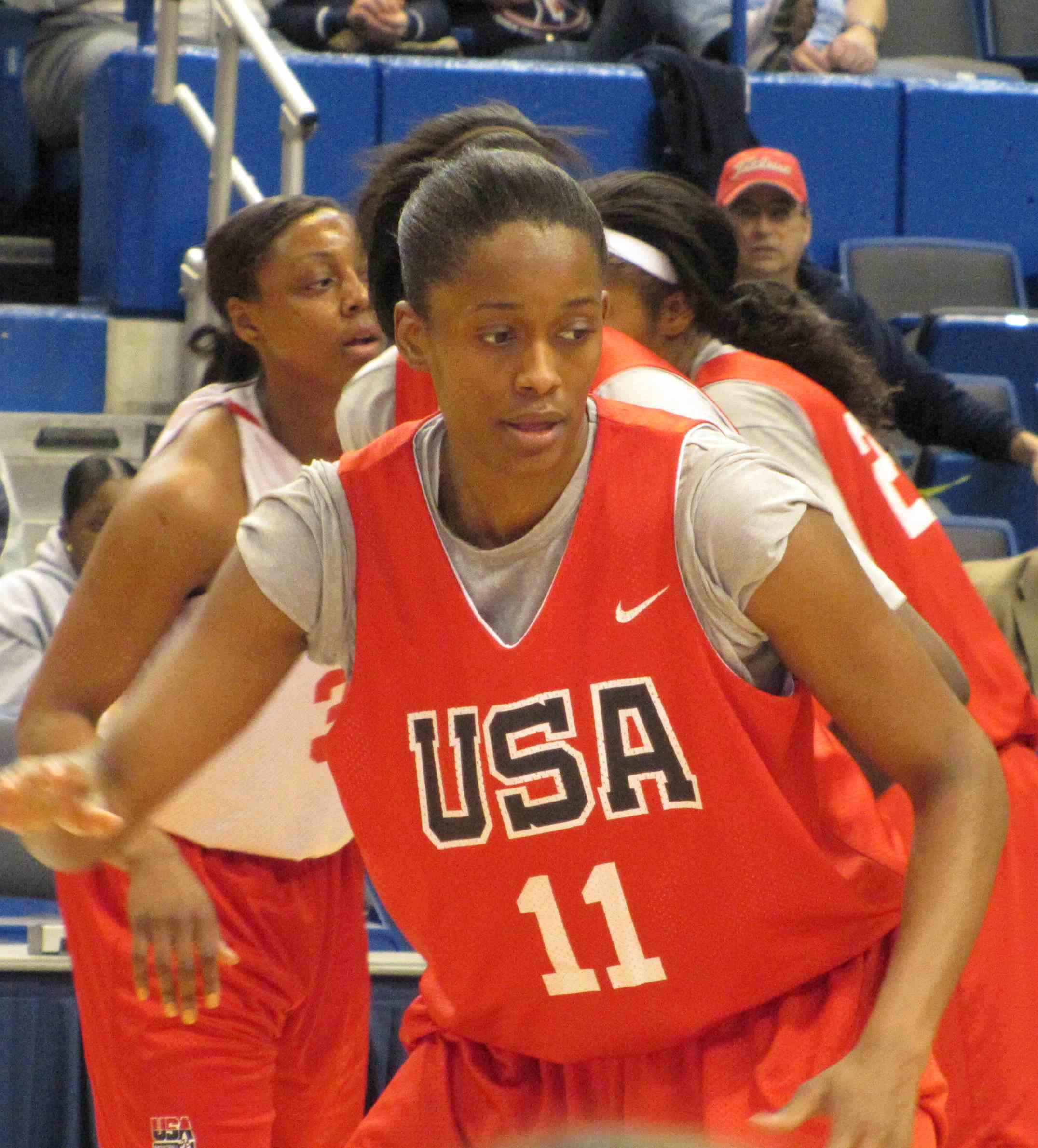
Свин Кэш, лучшая по очкам и самый ценный игрок матча (21)
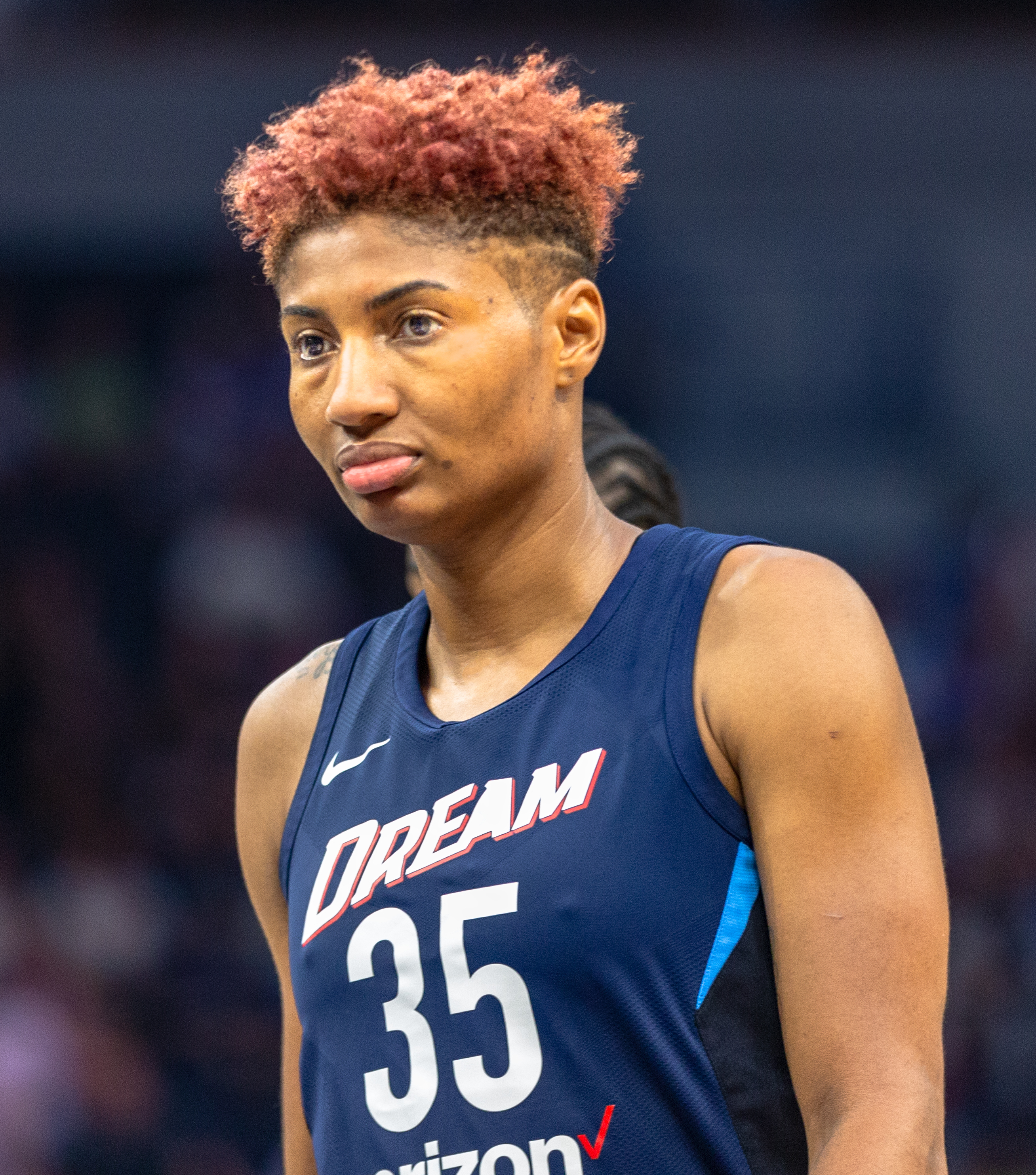
Энджел Маккатри, второй игрок матча по подборам (10)
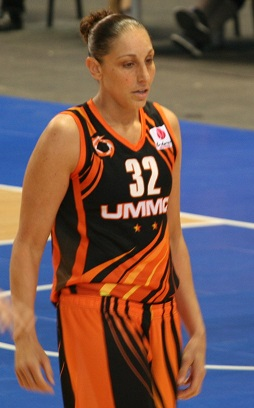
Дайана Таурази, лучший игрок матча по передачам (7)
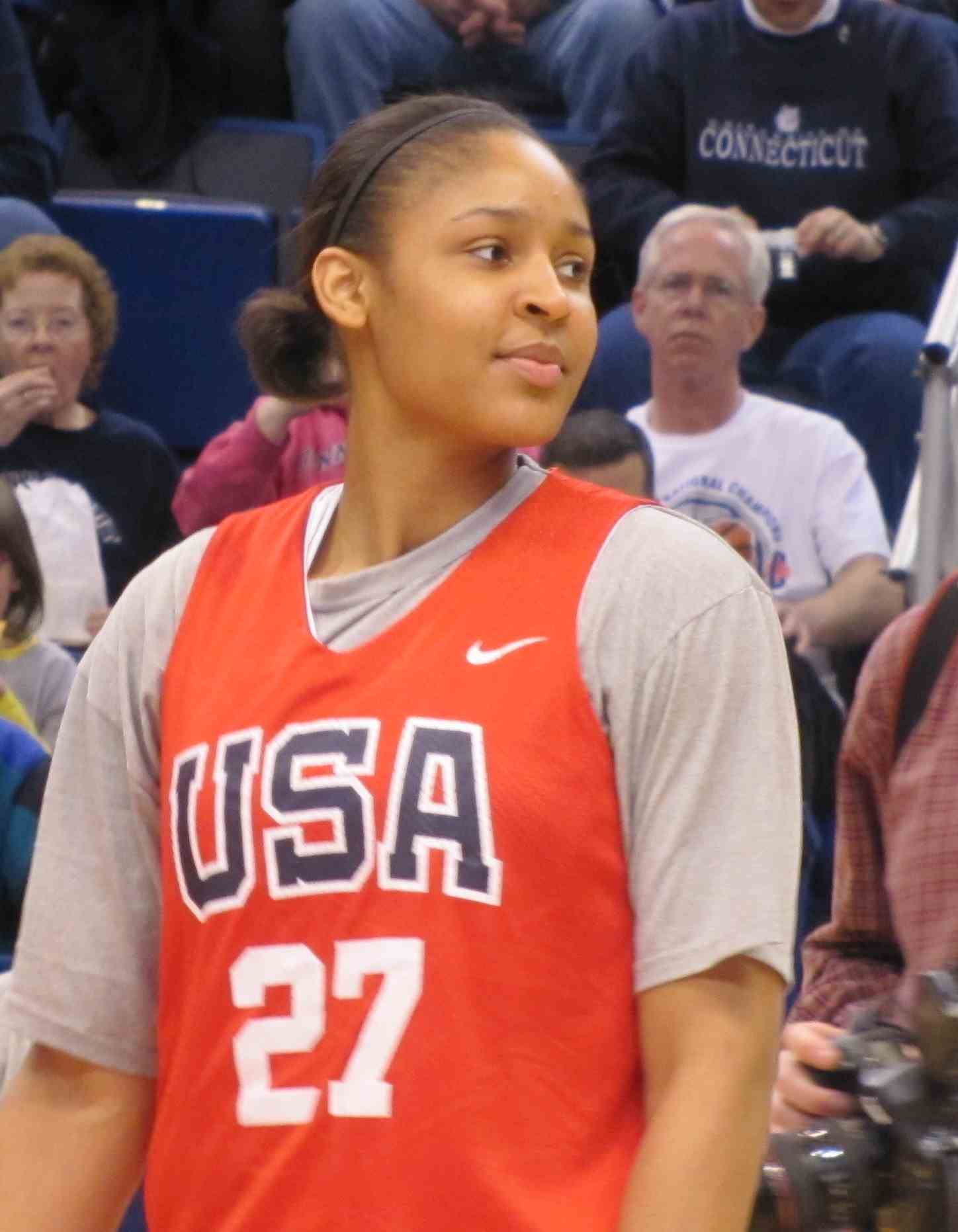
Майя Мур, лучший игрок матча по перехватам (3)
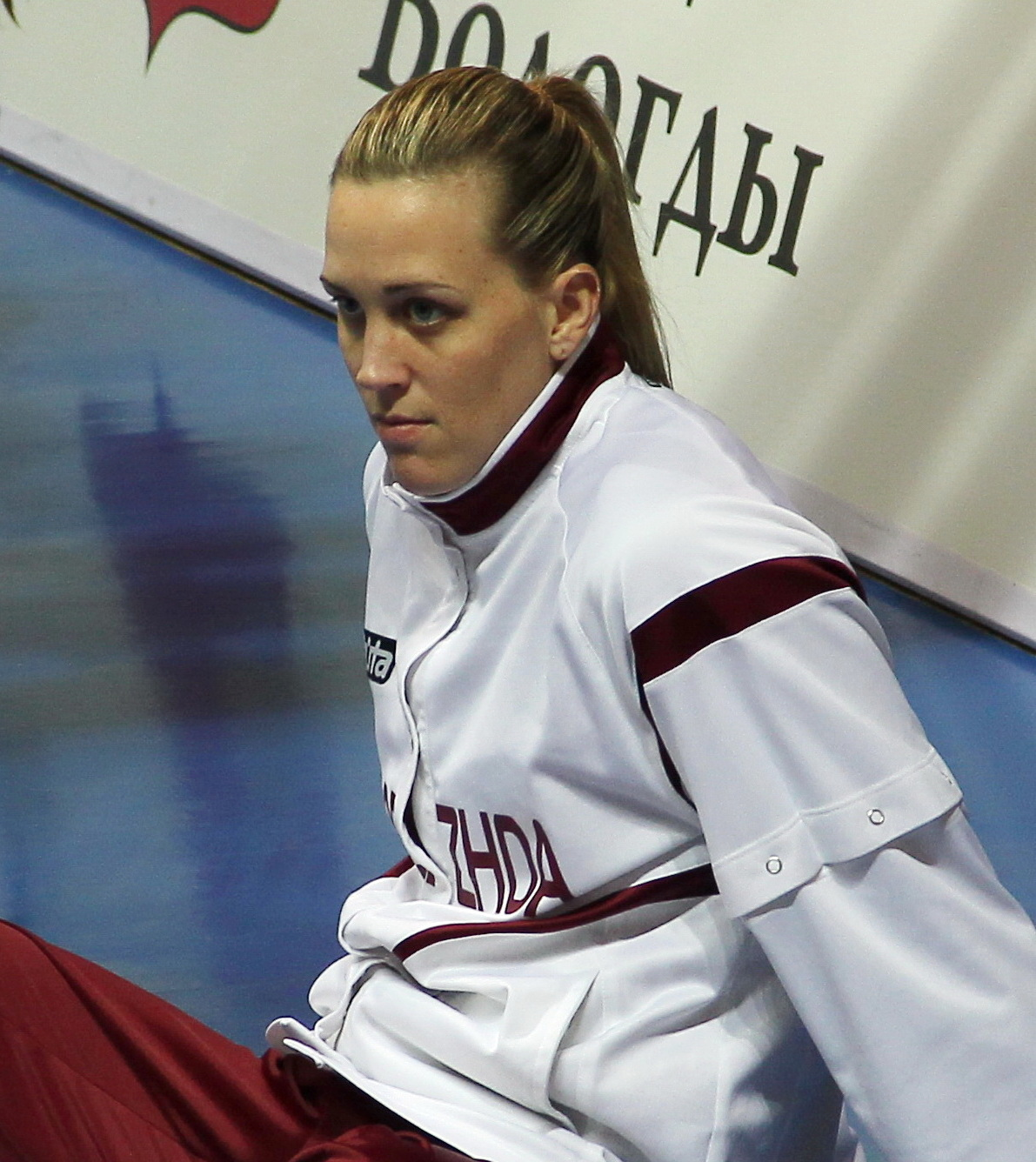
Кэти Дуглас, лучший игрок матча по блок-шотам (1)

| Звёзды Восточной конференции |                           |        |       |       |       |     |     |     |     |    |    |    |     |    |     |
| Стартовая пятёрка            | Команда                   | MIN    | FG    | 3P    | FT    | OFF | DEF | TOT | AST | ST | BS | BA | TOV | PF | PTS |
| Кэппи Пондекстер             | Нью-Йорк Либерти          | 19:41  | 7-13  | 1-4   | 2-2   | 0   | 2   | 2   | 7   | 2  | 0  | 0  | 2   | 0  | 17  |
| Кэти Дуглас                  | Индиана Фивер             | 19:11  | 5-8   | 3-6   | 2-2   | 0   | 3   | 3   | 2   | 2  | 1  | 0  | 1   | 0  | 15  |
| Тамика Кэтчингс              | Индиана Фивер             | 19:11  | 4-10  | 1-4   | 2-2   | 0   | 4   | 4   | 2   | 3  | 1  | 0  | 1   | 3  | 11  |
| Энджел Маккатри              | Атланта Дрим              | 18:27  | 3-10  | 0-2   | 2-2   | 5   | 5   | 10  | 1   | 0  | 0  | 1  | 3   | 3  | 8   |
| Тина Чарльз                  | Коннектикут Сан           | 19:11  | 7-9   | 1-2   | 0-0   | 2   | 2   | 4   | 0   | 0  | 0  | 0  | 0   | 4  | 15  |
| Запасные игроки              |                           |        |       |       |       |     |     |     |     |    |    |    |     |    |     |
| Рене Монтгомери              | Коннектикут Сан           | 14:52  | 4-9   | 3-6   | 1-2   | 0   | 0   | 0   | 2   | 0  | 0  | 1  | 2   | 0  | 12  |
| Эпифанни Принс               | Чикаго Скай               | 19:35  | 3-7   | 2-4   | 0-0   | 0   | 1   | 1   | 1   | 2  | 0  | 0  | 1   | 0  | 8   |
| Кортни Вандерслут            | Чикаго Скай               | 12:55  | 3-5   | 2-3   | 0-0   | 1   | 2   | 3   | 2   | 0  | 0  | 0  | 0   | 0  | 8   |
| Эссенс Карсон                | Нью-Йорк Либерти          | 19:13  | 5-10  | 3-3   | 0-0   | 1   | 1   | 2   | 0   | 0  | 0  | 0  | 0   | 1  | 13  |
| Кристал Лэнгхорн             | Вашингтон Мистикс         | 21:33  | 2-6   | 0-0   | 1-2   | 1   | 5   | 6   | 2   | 0  | 0  | 1  | 1   | 0  | 5   |
| Сильвия Фаулз                | Чикаго Скай               | 16:11  | 3-4   | 0-0   | 0-0   | 2   | 4   | 6   | 0   | 2  | 0  | 0  | 2   | 3  | 6   |
| Всего                        |                           | 200:00 | 46-91 | 16-34 | 10-12 | 12  | 29  | 41  | 19  | 11 | 2  | 3  | 13  | 14 | 118 |
| Главный тренер               | Маринелл Медорс (Атланта) |        |       |       |       |     |     |     |     |    |    |    |     |    |     |

| Звёзды Западной конференции |                          |        |       |      |       |     |     |     |     |    |    |    |     |    |     |
| Стартовая пятёрка           | Команда                  | MIN    | FG    | 3P   | FT    | OFF | DEF | TOT | AST | ST | BS | BA | TOV | PF | PTS |
| Сью Бёрд                    | Сиэтл Шторм              | 22:38  | 1-3   | 0-1  | 0-0   | 0   | 2   | 2   | 4   | 1  | 0  | 0  | 1   | 1  | 2   |
| Дайана Таурази              | Финикс Меркури           | 23:55  | 5-14  | 3-11 | 0-0   | 0   | 3   | 3   | 7   | 0  | 0  | 0  | 3   | 1  | 13  |
| Майя Мур                    | Миннесота Линкс          | 23:06  | 5-15  | 0-3  | 0-0   | 2   | 1   | 3   | 3   | 3  | 0  | 0  | 0   | 1  | 10  |
| Свин Кэш[d]                 | Сиэтл Шторм              | 20:47  | 9-16  | 1-4  | 2-2   | 4   | 8   | 12  | 3   | 1  | 1  | 2  | 4   | 1  | 21  |
| Ребекка Брансон             | Миннесота Линкс          | 24:29  | 9-13  | 0-0  | 2-3   | 4   | 5   | 9   | 1   | 3  | 0  | 0  | 1   | 1  | 20  |
| Запасные игроки             |                          |        |       |      |       |     |     |     |     |    |    |    |     |    |     |
| Бекки Хэммон                | Сан-Антонио Силвер Старз | 16:18  | 3-5   | 2-3  | 0-0   | 1   | 1   | 2   | 4   | 0  | 0  | 0  | 3   | 0  | 8   |
| Линдсей Уэйлен              | Миннесота Линкс          | 17:22  | 1-4   | 0-1  | 2-2   | 2   | 3   | 5   | 6   | 0  | 0  | 0  | 4   | 3  | 4   |
| Сеймон Огастус              | Миннесота Линкс          | 17:19  | 4-8   | 0-0  | 1-2   | 1   | 1   | 2   | 3   | 0  | 0  | 0  | 1   | 0  | 9   |
| Пенни Тэйлор                | Финикс Меркури           | 15:00  | 5-7   | 1-3  | 0-0   | 3   | 2   | 5   | 2   | 0  | 1  | 0  | 0   | 0  | 11  |
| Даниэлла Адамс              | Сан-Антонио Силвер Старз | 07:51  | 1-5   | 0-3  | 0-0   | 1   | 3   | 4   | 0   | 1  | 0  | 0  | 0   | 1  | 2   |
| Лиз Кэмбидж                 | Талса Шок                | 11:16  | 3-5   | 0-0  | 7-8   | 1   | 3   | 4   | 0   | 2  | 1  | 0  | 0   | 1  | 13  |
| Всего                       |                          | 200:00 | 46-95 | 7-29 | 14-17 | 19  | 32  | 51  | 33  | 11 | 3  | 2  | 17  | 10 | 113 |
| Главный тренер              | Брайан Эглер (Сиэтл)     |        |       |      |       |     |     |     |     |    |    |    |     |    |     |

- d  Жирным курсивным шрифтом выделена статистика самого ценного игрока матча.

## Другие события

### 15 лучших игроков в истории женской НБА
Женская НБА была основана 24 апреля 1996 года, поэтому по случаю пятнадцатой годовщины лиги сезон 2011 года считался юбилейным. По этой причине женская НБА посредством голосования среди болельщиков, средств массовой информации, наставников и самих баскетболисток выбрала 15 лучших игроков в истории ВНБА. Для этого на официальном сайте ассоциации за месяц до матча всех звёзд, 21 июня, был опубликован список из тридцати претенденток. Эта сборная включала в себя пятнадцать лучших и наиболее влиятельных игроков первых пятнадцати лет ассоциации, среди качеств которых учитывались принцип спортивного фейр-плей, служение общественности, лидерские качества и вклад в развитие женского баскетбола. В эту сборную могли быть включены только игроки, выступавшие в ВНБА, но также рассматривались и их достижения во время выступлений в альтернативных лигах. Официальные результаты голосования женская НБА опубликовала 23 июля 2011 года во время большого перерыва матча всех звёзд.
| Игрок               | Поз. | Команды | Колледж        | Медали[e]                                               | Титулы[e]  | Награды[e]                                                                                | ASG WNBA[e]                     |
| ------------------- | ---- | --- | -------------- | ------------------------------------------------------- | ---------- | ----------------------------------------------------------------------------------------- | ------------------------------- |
| Сью Бёрд            | З    | Сиэтл Шторм (2002—н. в.) | Коннектикут    | 2004 (золото) 2008 (золото)                             | 2004, 2010 | KPSA (2011)                                                                               | 2002—2007, 2009—2011            |
| Иоланда Гриффит[f]  | Ц    | Сакраменто Монархс (1999—2007) Сиэтл Шторм (2008) Индиана Фивер (2009)                                                       | FAU            | 2000 (золото) 2004 (золото)                             | 2005       | MVP (1999) MVP финала (2005) MVP ASG (2004) DPOY (1999)                                   | 1999—2001, 2003—2007            |
| Лорен Джексон       | Ц    | Сиэтл Шторм (2001—2012) | AIS            | 2000 (серебро) 2004 (серебро) 2008 (серебро)            | 2004, 2010 | MVP (2003, 2007, 2010) MVP финала (2010) DPOY (2007)                                      | 2001—2003, 2005—2007, 2009—2010 |
| Синтия Купер[f]     | З    | Хьюстон Кометс (1997—2000, 2003)                                                                                             | USC            | 1988 (золото) 1992 (бронза)                             | 1997—2000  | MVP (1997—1998) MVP финала (1997—2000)                                                    | 1999—2000, 2003                 |
| Тамика Кэтчингс     | Ф    | Индиана Фивер (2002—н. в.)                                                                                                   | Теннесси       | 2004 (золото) 2008 (золото)                             | —          | MVP (2011) DPOY (2005—2006, 2009—2010) ROY (2002) KPSA (2010)                             | 2002—2007, 2009—2011            |
| Лиза Лесли[f]       | Ц    | Лос-Анджелес Спаркс (1997—2009)                                                                                              | USC            | 1996 (золото) 2000 (золото) 2004 (золото) 2008 (золото) | 2001—2002  | MVP (2001, 2004, 2006) MVP финала (2001—2002) MVP ASG (1999, 2001—2002) DPOY (2004, 2008) | 1999—2006, 2009                 |
| Тиша Пенишейру      | З    | Сакраменто Монархс (1998—2009) Лос-Анджелес Спаркс (2010—2011) Чикаго Скай (2012)                                            | Олд Доминион   | —                                                       | 2005       | —                                                                                         | 1999—2002                       |
| Кэппи Пондекстер    | З    | Финикс Меркури (2006—2009) Нью-Йорк Либерти (2010—2014) Чикаго Скай (2015—н. в.)                                             | Ратгерс        | 2008 (золото)                                           | 2007, 2009 | MVP финала (2007)                                                                         | 2006—2007, 2009—2011            |
| Шерил Свупс         | Ф    | Хьюстон Кометс (1997—2007) Сиэтл Шторм (2008) Талса Шок (2011)                                                               | Техас Тек      | 1996 (золото) 2000 (золото) 2004 (золото)               | 1997—2000  | MVP (2000, 2002, 2005) MVP ASG (2005) DPOY (2000, 2002—2003)                              | 1999—2000, 2002—2006            |
| Кэти Смит           | Ф    | Миннесота Линкс (1999—2005) Детройт Шок (2006—2009) Вашингтон Мистикс (2010) Сиэтл Шторм (2011—2012) Нью-Йорк Либерти (2013) | Огайо Стэйт    | 2000 (золото) 2004 (золото) 2008 (золото)               | 2006, 2008 | MVP финала (2008)                                                                         | 2000—2006, 2009                 |
| Дон Стэйли[f]       | З    | Шарлотт Стинг (1999—2005) Хьюстон Кометс (2005—2006)                                                                         | Виргиния       | 1996 (золото) 2000 (золото) 2004 (золото)               | —          | KPSA (1999, 2006)                                                                         | 2002—2006                       |
| Дайана Таурази      | З    | Финикс Меркури (2004—н. в.)                                                                                                  | Коннектикут    | 2004 (золото) 2008 (золото)                             | 2007, 2009 | MVP (2009) MVP финала (2009) ROY (2004)                                                   | 2004—2007, 2009—2011            |
| Тина Томпсон        | Ф    | Хьюстон Кометс (1997—2008) Лос-Анджелес Спаркс (2009—2011) Сиэтл Шторм (2012—2013)                                           | USC            | 2004 (золото) 2008 (золото)                             | 1997—2000  | MVP ASG (2000)                                                                            | 1999—2004, 2006—2007, 2009      |
| Тереза Уизерспун[f] | З    | Нью-Йорк Либерти (1997—2003) Лос-Анджелес Спаркс (2004)                                                                      | Луизиана Тек   | 1988 (золото) 1992 (бронза)                             | —          | DPOY (1997—1998)                                                                          | 1999—2003                       |
| / Бекки Хэммон      | З    | Нью-Йорк Либерти (1999—2006) Сан-Антонио Силвер Старз (2007—2014)                                                            | Колорадо Стэйт | 2008 (бронза)                                           | —          | —                                                                                         | 2003—2007, 2009—2011            |

- e  Завоёванные Олимпийские медали, чемпионские титулы, награды и матчи всех звёзд, в которых игроки принимали участие, указаны на момент завершения сезона 2011 года.
- f  На момент объявления результатов голосования баскетболистка уже завершила свою профессиональную игровую карьеру.